# クラウド・サーフィング
クラウド・サーフィング （crowd surfing） とは、主にロックコンサートにおいて、フロアの観客へ「モッシュダイブ」した後に観客頭上を、体を支えられた人間（モッシュダイブした人）がサーフィンをするように移動させる行為。又は観客席で柵や観客の上によじ登り、観客に運んでもらう行為。「クラウドサーフ」とも呼ばれる。

## 概要

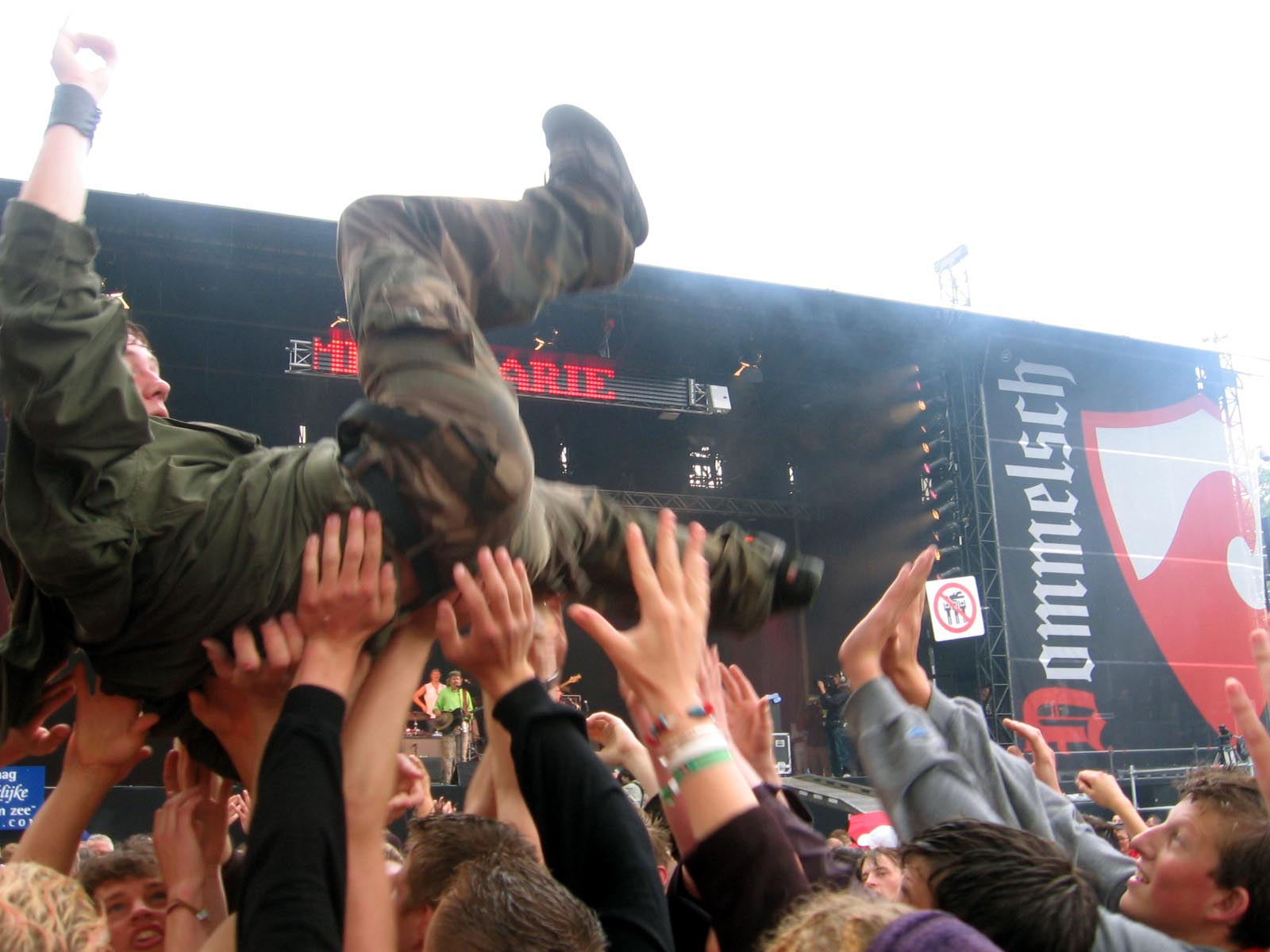
ロック・フェスティバルにおけるクラウド・サーフィングの光景

クラウド・サーフィングを行う者（クラウド・サーファー）は自分の身体を他の観客に委ね、これに協力する者は手で支えつつステージ方向に押し出すことで自分の頭上を通過させる。前提としてある程度、人が密集している必要があるので、ステージ付近で行われることが多い。

## 死傷の危険性と禁止
モッシュと同様に、ライヴ中に興奮した且一部の観客」によって自然発生的に行われる。危険を伴う行為であるため、公演によっては前段階の「ダイブ」自体が禁止され、開演前にその旨のアナウンスが行われる。海外のライヴにおいてはクラウド・サーフィングが原因と見られる事故による死者も出ており、禁止を強化する動きもある。ライブ中にクラウド・サーフィングを行った観客に対しミュージシャンが注意を行った例も存在する。また、2019年末から発生した新型コロナウイルス感染症（COVID-19）の流行によって多くのライブハウスでモッシュと併せて全面的に禁止としている。
なお、日本においては「クラウドサーフィング」という意味で「ダイブ」という単語が使われることがあるが、これは誤りである。「ダイブ」は飛び込む行為であり、「クラウドサーフィング」は飛び込んだ後の行為である。